# RadPhp XE

IDE Delphi For PHP

RadPhp (раніше Delphi For Php) — інтегроване середовище розробки вебзастосунків мовою програмування PHP, розроблена компанією CodeGear, яка до липня 2008 року була підрозділом Borland.
Основна ідея створення цієї IDE — візуальне програмування в стилі Delphi, але на PHP та JavaScript. 
Містить бібліотеку RPCL for PHP (VCL for PHP в 1 та 2-й версіях) , яка містить більш ніж 140 візуальних компонентів. 
Середовище підтримує бази даних MySQL, Oracle, Microsoft SQL Server, PostgreSQL, InterBase, DB2, Informix , Sybase ASA, Sybase ASE, Microsoft Access, ADO, ado_access, ado_mssql, odbc_db2, vfp, fbsql, firebird, borland_ibase, informix72, ldap, mssqlpo, mysqli, mysqlt or maxsql, oci8, oci805, oci8po, ODBC, odbc_mssql, odbc_oracle, odbtp, odbtp_unicode, netezza, pdo, postgres, postgres64, postgres7, postgres8, sapdb, sqlanywhere, sqlite, sqlitepo. 

## Базові можливості
- Візуальний редактор форм;
- Дизайнер html та підтримка шаблон ів;
- PHP profiler;
- Інтегрований зневаджучач PHP;
- Можливість створення власних компонент;
- Можливість інтеграції з Delphi;
- Data Explorer і Data Viewer;
- Вбудований HTTP сервер Apache;
- Події PHP та події Javascript;
- Підтримка AJAX;
- Велика кількість прикладів в стандартній поставці.

До появи Delphi for PHP торгова марка Delphi асоціювалася виключно з мовою програмування Object Pascal та його нащадком Delphi.
З вересня 2010 року Delphi for php виходить під назвою RadPhp XE, розробляється компанією Embarcadero.

## Версії
- Delphi For Php 1 (2007)
- Delphi For Php 2 (2008)
- RadPhp XE (2010)
- RadPhp XE2 (2011)
- HTML5 Builder (2012)